# Hidroaleta

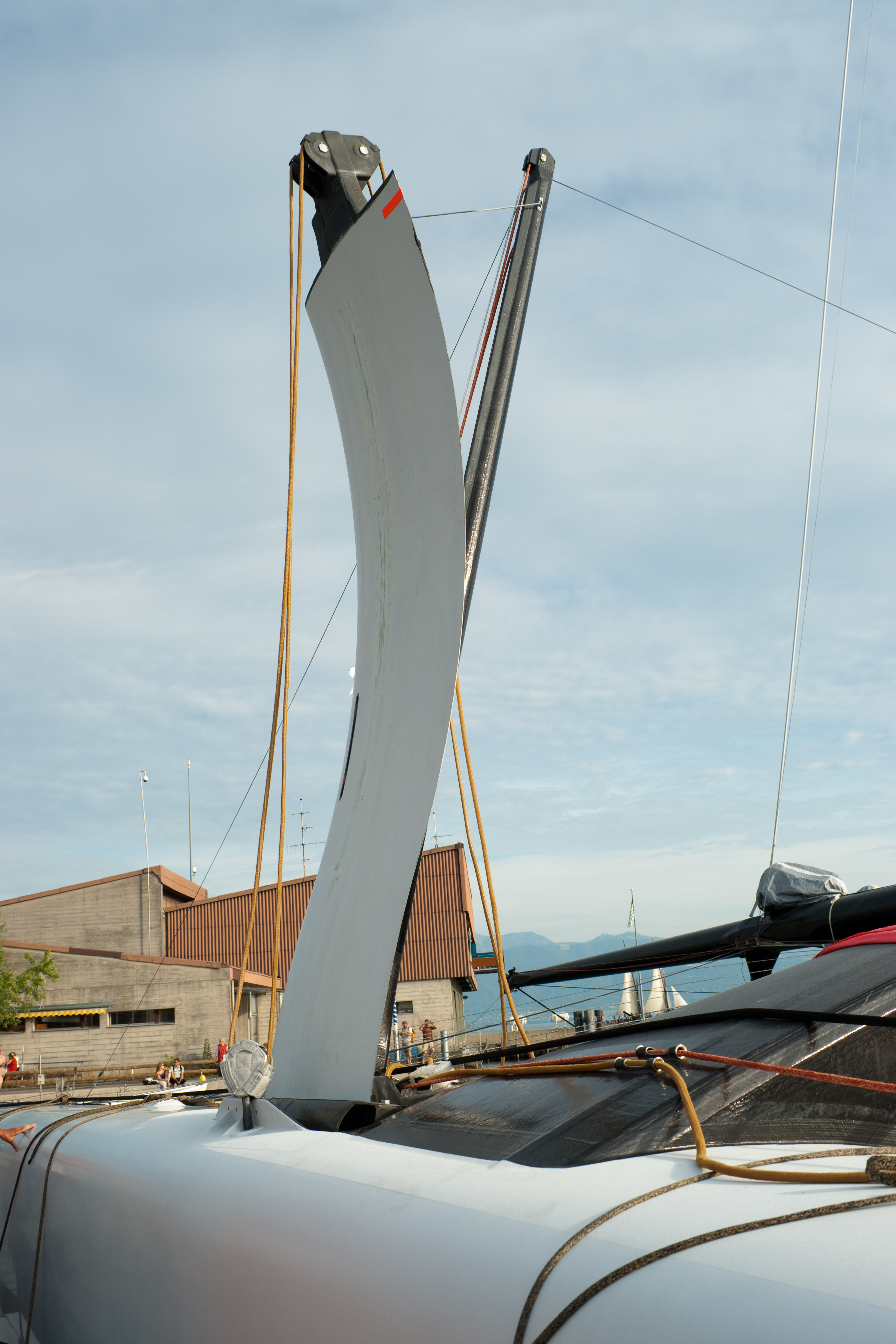
Hidroala de babor del Alinghi V

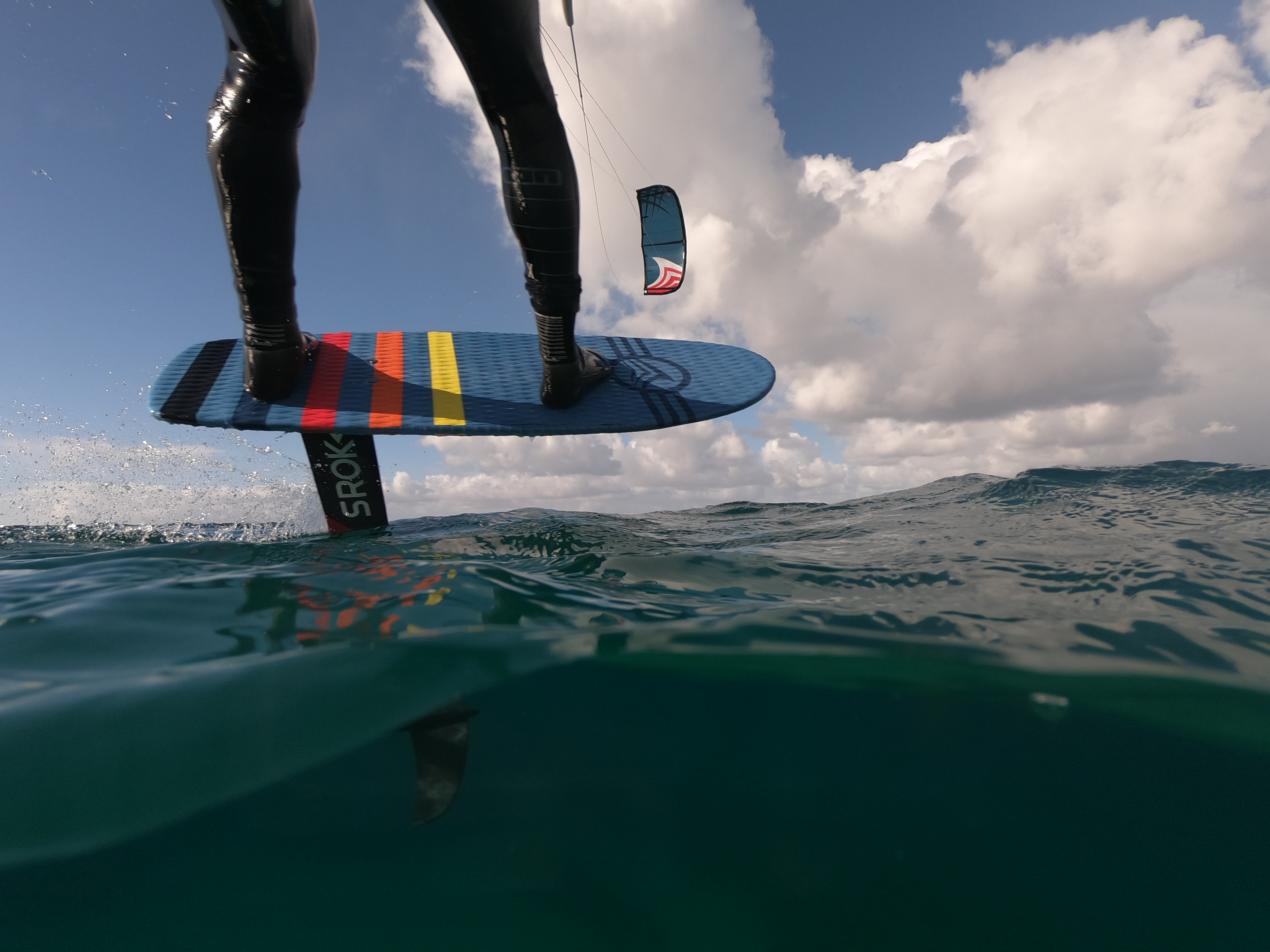
Kitefoil con una hidroala reduciendo el arrastre

En términos náuticos, una hidroaletao hidroala, (en inglés: hydrofoil), designa una superficie de sustentación, sumergida o semi- sumergida, horizontal o inclinada respecto al casco, cuya función es levantar parcial o totalmente el casco fuera del agua para reducir su resistencia hidrodinámica y poder ganar velocidad.

## Denominación y origen del nombre
Como se ha dicho una hidro-ala (hydro-foil) designa, en términos náuticos, una superficie de sustentación sumergida, horizontal o inclinada en relación con el casco. Su función es levantar parcial o completamente el casco fuera del agua para reducir su resistencia hidrodinámica y ganar velocidad
La palabra "foil", segunda mitad de la palabra inglesa hidrofoil, es originalmente una palabra de la lengua de oil que significa "hoja [de árbol]", pero en su sentido en el entorno náutico es una aféresis del inglés hydrofoil, que se traduce como hidroala. 

## Historia
Las hidroalas no son obra de un solo inventor ni de una fecha concreta, de hecho todavía permanece en el centro de muchas investigaciones. Los primeros veleros hidroala, tal y como los conocemos hoy en día, aparecieron en los años 80 : fueron popularizados por Eric Tabarly y su trimarán, Paul Ricard. Realmente se hicieron populares en los años 2000 con la aparición de los veleros hidroala multicasco; estos barcos  pueden alcanzar velocidades extremadamente altas gracias a sus hidroalas : más de 100 km/h. En 2012, el récord de velocidad de navegación fue obtenido por el yate hidroala Vestas Sailrocket 2; alcanzó una velocidad máxima de 65,45 knts (121 km/h).
Los veleros hidroala hicieron su aparición por primera vez en el Vendée Globe durante la edición de 2016, donde los patrones tenían la opción de equipar o no su casco con hidroalas.

## Diseños
Según el objetivo deseado y las limitaciones tecnológicas, las hidroalas se pueden implementar de diversas formas.

### Disposiciones
Para controlar el brazo de palanca y los momentos relacionados con la estabilidad de la embarcación, respecto al eje lateral (cabeceo) y al eje longitudinal (balanceo) se utilizan diversos tipos superficies de apoyo, con diferentes disposiciones 
- Alas de pato : superficie pequeña en la parte delantera y gran superficie de carga en la parte trasera ;
- Alas clásicas o de avión : gran superficie de sustentación en la superficie delantera y en la superficie trasera que actúa como cola ;
- Alas en tándem : superficies idénticas o similares tanto en la parte delantera como en la trasera.

### Tipos

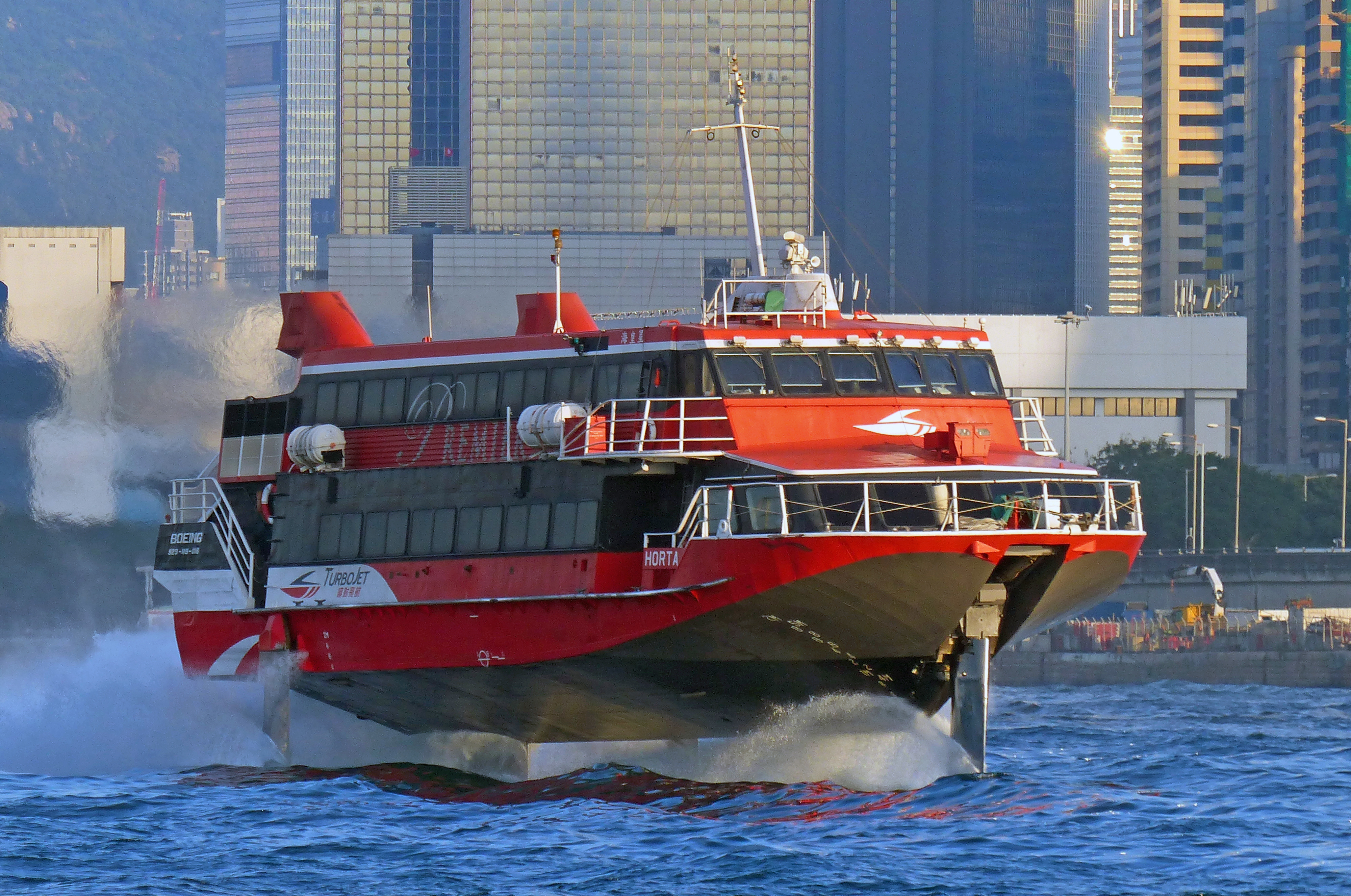
Boeing 929 Jetfoil en Hong Kong.

Las hidroalas se clasifican en dos familias :
- Hidroalas de superficie variable, atravesando la superficie del agua
  - hidroalas de escalera : varios planes superpuestos. El sistema más antiguo que ya no se utiliza por la complejidad de la construcción y el elevado arrastre debido a las numerosas interacciones entre los montantes y las hidroalas ;
  - hidroalas oblicuas : en " V » montadas en la primera generación, hidroalas suizas, italianas y rusas (embarcación de alta velocidad), y en el velero El Hydroptère, o hidroalas curvados en "cuchara".
- Hidroalas de superficie fija, totalmente sumergidas, generalmente en " T invertida » (Boeing 929 - Jetfoil) ; Trifoiler y Windrider Rave, Foil Moth, hidrópteros de ocio). Hay otras formas, en "Y invertida", en "U", y en "L".

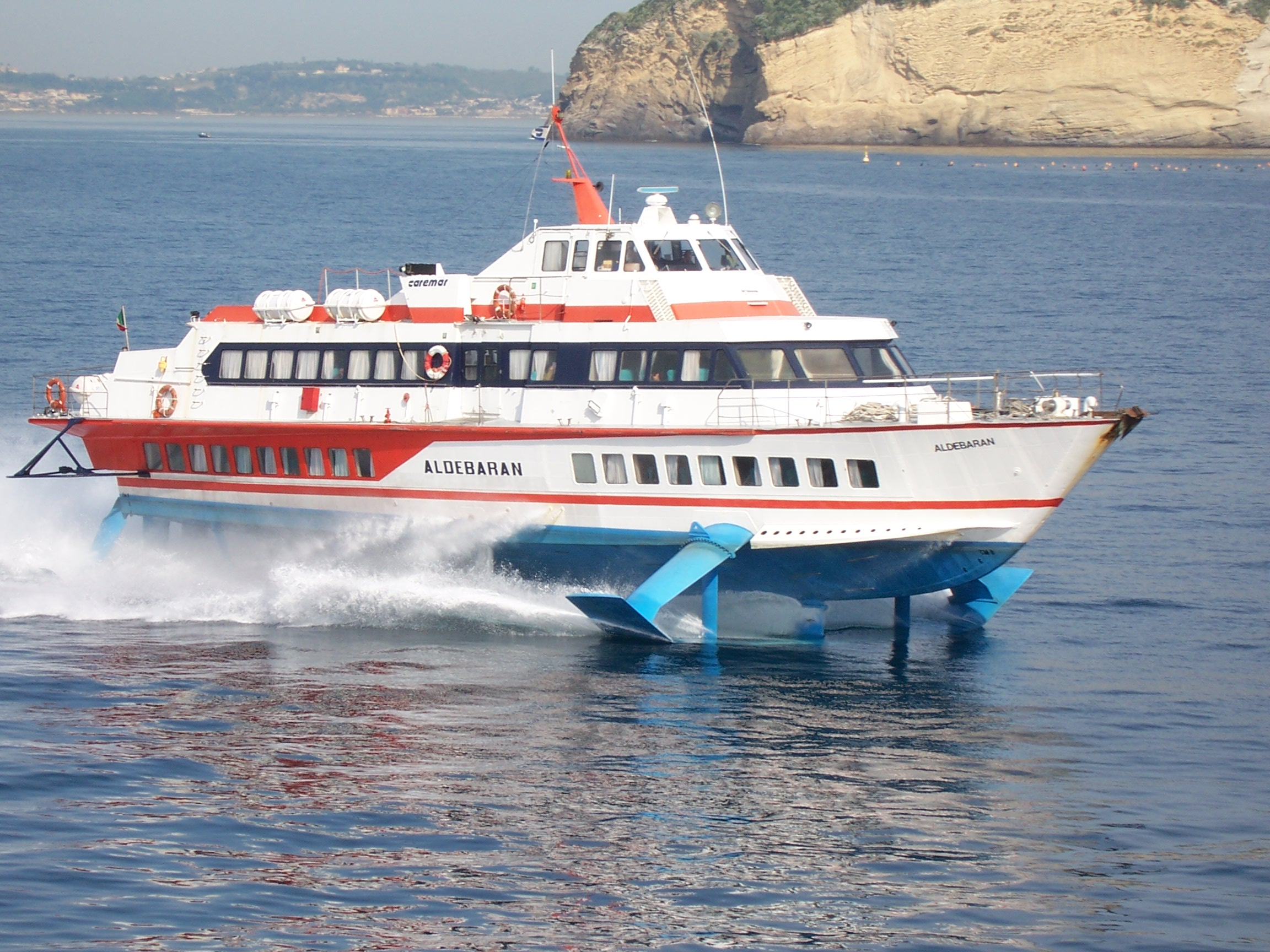
Hidróptero Aldebaran, con hidroalas del tipo Rodríguez RHS-160

#### Hidroala atravesando la superficie
En el caso de las hidroalas que sobresalen a la superficie, cuanto más rápido va la embarcación, más arriba suben y menos superficie sumergida queda. La velocidad aumenta la sustentación compensando la parte perdida al disminuir la superficie de sustentación, así se mantiene sensiblemente constante la sustentación resultante.
Para una velocidad determinada, el barco se eleva hasta que la sustentación es igual al peso. Se dice que la sustentación se autorregula ya que (teóricamente) no es probable que el barco se levante hasta el punto de eliminar toda la hidroala. Estas hidroalas generalmente tienen un ángulo de paso fijo pero también pueden ser ajustables (paso variable).
Ajustando la inmersión de la hidroala a nivel de la superficie, la embarcación sigue el perfil de las olas (poco confortable en mar agitada).

#### Hidroala totalmente sumergida
En el caso de las hidroalas totalmente sumergidas, la superficie de sustentación está completamente sumergida y de forma constante
La ventaja de esta configuración es su capacidad para aislar la embarcación del efecto de las olas en cuanto su velocidad es suficiente para que el barco pueda despegar por encima de un oleaje que no sea demasiado fuerte. Los montantes que conectan las hidroalas con el casco, por lo general, no contribuyen a la sustentación. Esta configuración con hidroalas sumergidas puede tener una eficiencia más alta (sustentación/arrastre) pero no es naturalmente estable en el Eje transversal. Por otra parte, la superficie de sustentación es constante cualquiera que sea la velocidad y la altura sobre el aguaa. Sin un sistema de regulación, nada estabiliza la profundidad de inmersión : la hidroala puede llegar a la interfaz aire/agua. Por esos dos motivos, el casco debe estar equipado con un sistema de estabilización activo controlado por sensores de altitud (como la polilla de aluminio) o por una unidad central (sensores de altitud, acelerómetros).
Para variar los ángulos de inclinación en sentido longitudinal como transversal en función de la velocidad, el radio de giro aplicado y el peso de la embarcación, las hidroalas deben ir equipados con un sistema de variación de sustentación que actúe sobre el ajuste o curvatura del perfil o sobre el caudal local.
En esta familia encontramos a menudo hidroalas en "T invertida", pero también en "U » o en « L".

#### Hidroala inversa
Las hidroalas también se pueden invertir para crear fuerza de sustentación inversa creando un dispositivo antideriva dentro del agua, como en el aparato de registro de velocidad de Vestas Sailrocket 2 o para un " ancla de capa" » (Por ejemplo: Le Chien-de-mero de Didier Costas).

## Estabilización activa, control de las hidroalas
La regulación de la sustentación se puede hacer:
- modificando el ángulo de paso del conjunto (hidroala+ soporte)[9]
- modificando la configuración de la hidroala
- modificando la curvatura del perfil (desviación de la solapa hasta el borde de salida) ;
- reduciendo la sustentación, ventilando la superficie superior (el agua se sustituye por aire).

### Vehículos de motor
El sistema está controlado por sensores (giroscopios, acelerómetros y sensores de altura de vuelo) ; los actuadores controlan la fuerza de sustentación de las hidroalas.

### Veleros
El sistema generalmente se controla de forma mecánica por sensores situados frente al barco o por un sensor de altitud (normalmente un flotador que flota sobre la superficie del agua), pe « Moth à foil » ou « Moth Foiler ».

### Vehículos de propulsión humana
Vehículos de propulsión humana:

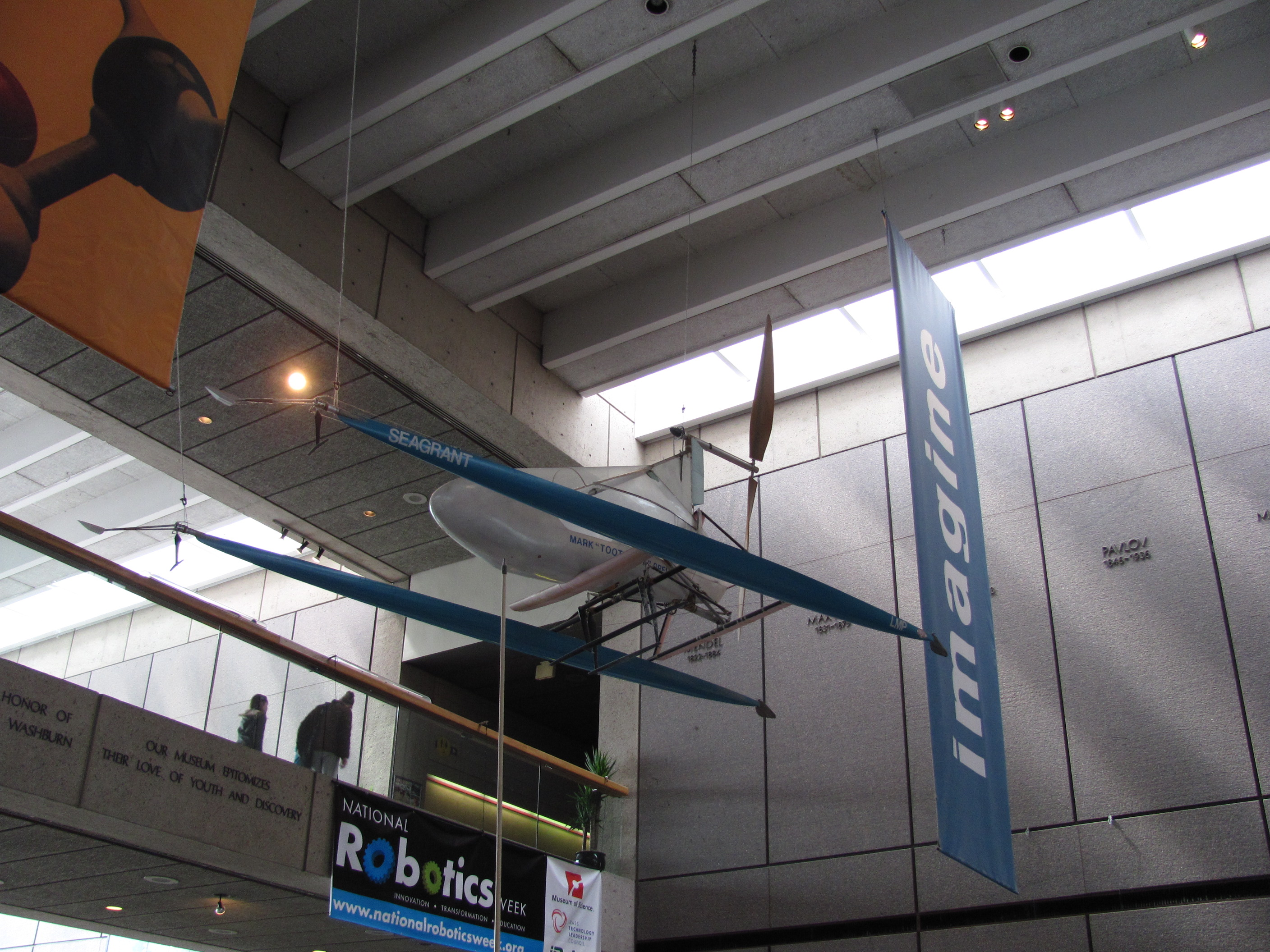
The Decavitator, en el Museo de la Ciencia de Boston.

- El Decavitator es una embarcación tipo catamarán impulsada por una hélice aérea. la sustentación se proporciona dinámicamente por dos pequeñas hidroalas delanteras y una hidroala principal en la parte trasera. Una hidroala adicional (retráctil) queda sumergida a bajas velocidades.
- El aquaskipper es un ingenio de playa que tiene una hidroala doble en la parte delantera y una hidroala grande en la parte trasera. El movimiento hacia arriba y hacia abajo dado por el usuario crea un movimiento ondulado en la hidroala trasera gracias a un muelle de fibra de vidrio colocado entre el soporte delantero y la plataforma trasera. EL" surfista » se sitúa de pie en la plataforma posterior[10]
- La práctica del "pumping" consiste en utilizar para navegar, una tabla de surf equipada con una hidroala y un estabilizador

## Diseño de las superficies de sustentación

### Perfil
El perfil es la sección longitudinal (paralela a la velocidad) de un ala portante.
Los perfiles se definen generalmente por sus principales características geométricas y sus características hidrodinámicas (coeficientes de sustentación, arrastre, momento de cierre). Los perfiles más conocidos (NACA) se clasifican geométricamente por familias (distribución del grosor, "combamiento", grosor).
La geometría de un perfil se define por los siguientes elementos :
- El "combamiento" (proporción flecha de línea media /cuerda) :
  - si el perfil es simétrico (sustentación a cada lado), el "combamento" es nulo.
  - si el perfil es asimétrico (sustentación favorecida en una dirección), el "combamiento" es normalmente del orden del 2 al 5 %. El "combamiento" se puede variar con una solapa móvil en el borde de salida.
se dice que un perfil asimétrico es " plano-convexo » si la superficie inferior es plana.
- El grosor relativo (en comparación con la cuerda), criterio importante para la resistencia del ala a la flexión ;
- La distribución del grosor (radio del borde de ataque, ubicación del grosor máximo).

El perfil se elige en función de los siguientes criterios principales :
- Combamiento: depende del coeficiente de sustentación (Cz) solicitado ; éste es el criterio más importante ;
- Espesor : determina la resistencia a la flexión del ala y la deformación bajo carga (según la envergadura) ;
- Velocidad : distribución de espesores y presiones dinámicas para evitar la cavitación. Existen los llamados perfiles “cavitantes o supercavitantes” (perfiles especiales con baja depresión respecto a la superficie superior) para prevenir o retrasar la cavitación a altas velocidades.

### Forma del plano
Una superficie de sustentación se caracteriza por :
- la forma del plano : generalmente rectangular o trapezoidal ;
- la envergadura y la cuerda media del perfil, siendo el área el producto de las dos ;
- el alargamiento, que es la envergadura dividida por la cuerda media.

La elección de la forma del plano está ligada a la distribución de la sustentación deseada en la envergadura :
- por razones hidrodinámicas, un alargamiento elevado reduce el arrastre inducido por la sustentación ;
- por motivos estructurales (flexión mecánica, momento flector), no es deseable ni alargar ni engrosar los perfiles.

### Coeficientes hidrodinámicos
El Cz, o coeficiente de sustentación, depende de la masa, la superficie de sustentación y la velocidad. Valor frecuente : 0,4 a 0,7 a velocidad de crucero. La sustentación es F = q S Cz con q = presión dinámica = 1/2 rho V² y rho = densidad del fluido.
El Cx o coeficiente de arrastre de la hidroala, depende :
- Del perfil y estado de la superficie. La rugosidad de la superficie influye en el coeficiente de arrastre de fricción (efecto del flujo laminar)
- Arrastre inducido por la sustentación (influencia del alargamiento, forma del plano, interacciones),
- De la proximidad de la superficie (influencia de la inmersión sobre el campo de las olas).

### Funcionamiento hidrodinámico
Según el efecto Coanda y la ley de Newton :
- Debido a la viscosidad del medio, la masa de aire en movimiento que se encuentra con un perfil inclinado sigue la superficie de ese perfil ; la masa de aire se desvía, éste es el efecto Coanda En respuesta al impulso de la masa de aire desviada en una dirección (hacia abajo para un perfil de sustentación), el ala se estira en la otra dirección (hacia arriba), en virtud de la tercera ley de Newton[11]

Según la diferencia de velocidades y presiones :
- La asimetría de un perfil arqueado conduce a velocidades más altas en la superficie superior y velocidades más bajas en la superficie inferior. La hipótesis de incompresibilidad del fluido estudiado ayuda a explicarlo. De hecho, esta hipótesis permite mostrar la conservación del caudal volumétrico del fluido. En la superficie superior, las líneas aerodinámicas se estrechan, la superficie disminuye y la velocidad aumenta por conservación del caudal volumétrico y lo contrario ocurre en la superficie inferior. Según el teorema de Bernoulli, utilizable sólo bajo ciertas hipótesis que deben cumplirse en el funcionamiento de una hidroala, (flujo homogéneo, incompresible y estacionario[12]), la presión disminuye cuando aumenta la velocidad y viceversa. Así, se crea un exceso de presión en la superficie inferior y una depresión en la superficie superior, que provoca una fuerza de sustentación ascendente y permite que la hidroala se eleve.

Esta explicación no se aplica a la sustentación de perfiles simétricos delgados y placas planas sin grosor.

### Ángulo de incidencia

Ángulo de incidencia de una hidroala

El ángulo de incidencia de una hidroala es el ángulo entre la cuerda del perfil (línea que une el borde de ataque con el borde de salida) y el flujo (el vector de velocidad local). A medida que aumenta la actitud, aumenta el ángulo de ataque y la sustentación.
El ángulo de incidencia de un timón, que es una superficie vertical con un perfil simétrico, es igual a cero cuando el timón se encuentra en el eje de la embarcación, siempre que la embarcación no derive
La sustentación aumenta con el ángulo de ataque (pendiente de sustentación). Desde un ángulo determinado, cuyo valor varía en función del perfil y del alargamiento de la superficie portante, se produce una separación del flujo conocida como entrada en pérdida, disminuyendo la sustentación.

### Ángulo de sustentación nula
- En un perfil simétrico como un timón, el ángulo de sustentación nula es cero : el timón debe estar en el eje de las corrientes de agua para cancelar la sustentación lateral.
- En un perfil asimétrico, para obtener un sustentación nula, el plano debe colocarse en incidencia negativa ; es este ángulo lo que se llama "ángulo de sustentación nula". Un orden de magnitud de este ángulo viene dado por el valor de la curvatura (relación flecha/cuerda) del perfil : un perfil inclinado un 4% tiene un ángulo de sustentación nula de aproximadamente −4°.